# Altinget.se
Altinget är en politiskt oberoende tidning som bevakar politik i Sverige och EU. Redaktionen finns på Johannesgränd i Stockholm, i lokaler i Riksdagen samt i Bryssel.

## Historia
Altinget Sverige grundades 2014, delvis som en efterföljare till tidningen Riksdag & Departement. Tidningens koncept är baserat på den danska tidningen Altinget.dk(dk) som grundades år 2000. Danska Altinget är i dag den största politiska redaktionen i Danmark. 2022 startade Altinget även i Norge. I koncernen ingår även det danska magasinet och tankesmedjan Mandag Morgen.
Från start var Mattias Croneborg tidningens chefredaktör. Hösten 2019 tog Johanna Alskog tillfälligt över och sedan 2020 är Sanna Rayman chefredaktör.

## Verksamhet
Altinget är uppdelad i elva sakpolitiska portaler, varav de flesta är prenumerationsbundna: Rikspolitik, Miljö och Energi, Bo och Bygg, Utbildning, Vård och Hälsa, Säkerhet, Arbetsmarknad, Omsorg, Civilsamhälle, Infrastruktur och EU. 
Altinget arrangerar också nätverksmöten där politiker och företrädare från intresse- och branschorganisationer samlas.